# USS Picuda (SS-382)
Za druga plovila z istim imenom glejte USS Picuda.
USS Picuda (SS-382) je bila jurišna podmornica razreda balao v sestavi Vojne mornarice Združenih držav Amerike.
1. oktobra 1972 so podmornico predali Španiji, ki jo je odkupila 18. novembra 1974; preimenovali so jo v Narciso Monturiol (S-33).